# Nikon D7500
Nikon D7500 — цифровий дзеркальний фотоапарат компанії Nikon, послідовник моделі Nikon D7200. Випуск фотоапарата: літо 2017 року. Від попередньої моделі відрізняється 20,9-мегапіксельним сенсором формату APS-C, можливістю зйомки відео в форматі 4K, особливістю багатосерійної зйомки до 8 кадрів в секунду, більш широкими межами ISO (від 50 до 1640000).
Дана дзеркальна камера є першою, серед сімейства фотоапаратів Nikon, що має спалах з підтримкою керування по радіо через систему Advanced Wireless Lighting, і першою, серед лінійки, має похилий 3,2-дюймовий сенсорний екран.
1. ↑  Скрипін, Володимир (12 квітня 2017). Представлена зеркальная камера среднего уровня Nikon D7500. ITC (рос.) . Процитовано 22 січня 2024.